# Niels Henriksen
Niels Henriksen, född den 4 februari 1966 i Gentofte i Danmark, är en dansk roddare.
Han tog OS-guld i lättvikts-fyra utan styrman i samband med de olympiska roddtävlingarna 1996 i Atlanta.